# Engels curlingteam (gemengd)
Het Engelse curlingteam vertegenwoordigt Engeland in internationale curlingwedstrijden.

## Geschiedenis
Engeland nam voor het eerst deel aan een internationaal toernooi voor gemengde landenteams tijdens de openingseditie van het Europees kampioenschap in het Andorrese Canillo. Het verloor een tie-breaker tegen Hongarije en miste daardoor net de play-offs. Engeland liet in 2006 verstek gaan, maar behaalde een bronzen plak in 2009. Het team onder leiding van Alan MacDougall versloeg Tsjechië met 5-3. In 2010 haalde het landenteam weer de strijd om de derde plaats, nu verloor het van Duitsland met 4-5. In latere edities haalde Engeland niet meer de top tien.
Na de tiende editie van het EK werd beslist het toernooi te laten uitdoven en te vervangen door een nieuw gecreëerd wereldkampioenschap voor gemengde landenteams. De eerste editie vond in 2015 plaats in het Zwitserse Bern. Engeland kwam nooit verder dan een negende plaats. Op het WK van 2017 bracht Engeland het tot de play-offs, maar verloor daarin in de eerste ronde. Het jaar daarvoor had het landenteam verloren van Finland in de tie-breaker en miste daardoor nipt de play-offs.

## Engeland op het wereldkampioenschap
| Jaar | Plaats | Skip            | WG | W | V | PV | PT |
| ---- | ------ | --------------- | -- | - | - | -- | -- |
| 2015 | 32     | Arthur Bates    | 8  | 1 | 7 | 35 | 44 |
| 2016 | 11     | Greg Dunn       | 7  | 3 | 4 | 41 | 38 |
| 2017 | 9      | Andrew Woolston | 7  | 3 | 4 | 40 | 38 |
| 2018 | 23     | Greg Dunn       | 8  | 3 | 5 | 41 | 55 |
| 2019 | 23     | Fiona Spain     | 7  | 3 | 4 | 34 | 40 |
| 2022 | 29     | Fiona Spain     | 8  | 1 | 7 | 31 | 62 |
| 2023 | 14     | Anna Fowler     | 8  | 5 | 3 | 48 | 38 |
| 2024 | 25     | Andrew Woolston | 7  | 3 | 4 | 32 | 43 |

## Engeland op het Europees kampioenschap
| Jaar | Plaats        | Skip            | WG            | W             | V             | PV            | PT            |
| ---- | ------------- | --------------- | ------------- | ------------- | ------------- | ------------- | ------------- |
| 2005 | 12            | Alan MacDougall | 5             | 3             | 2             | 30            | 24            |
| 2006 | Geen deelname | Geen deelname   | Geen deelname | Geen deelname | Geen deelname | Geen deelname | Geen deelname |
| 2007 | 14            | Alan MacDougall | 6             | 3             | 3             | 35            | 29            |
| 2008 | 10            | Alan MacDougall | 7             | 4             | 3             | 58            | 29            |
| 2009 | 3             | Alan MacDougall | 8             | 8             | 1             | ?             | ?             |
| 2010 | 4             | Alan MacDougall | 10            | 8             | 2             | ?             | ?             |
| 2011 | 13            | Alan MacDougall | 7             | 4             | 3             | 37            | 29            |
| 2012 | 19            | Brian Zachary   | 7             | 2             | 5             | 39            | 46            |
| 2013 | 14            | John Sharp      | 7             | 3             | 4             | 32            | 39            |
| 2014 | 16            | Ben Fowler      | 7             | 2             | 5             | 32            | 39            |